# Mats
Mats [ˈmatːs] ist ein männlicher Vorname.

## Herkunft und Bedeutung
Mats ist eine verselbstständigte schwedische und norwegische Kurzform von Matthias: „Gabe des Herrn“

## Verbreitung
Der Name Mats erfreut sich in Schweden, Norwegen und Finnland großer Beliebtheit. In Norwegen war der Name von 1983 bis 2012 durchgehend in den Top-100 anzutreffen. Von 1945 bis 2023 wurden circa 7.300 Jungen so genannt. Der Name kommt in Dänemark seit 1985 fast jedes Jahr in der Namensgebung vor, aber nur in einem geringen Volumen. In den Niederlanden befindet sich der Name seit Mitte der 1950er Jahre stets in den Hitlisten. Seit 2005 liegt er in den Top-100 und seit 2010 in den Top-50. Von 1930 bis 2023 wurde der Name etwa 8.300 Mal vergeben. Im Jahr 2024 belegte er Rang 18.
In Deutschland kam der Name – vermutlich bedingt durch die Erfolge des Tennisspielers Mats Wilander – in den 1980er Jahren in Mode. Heute gehört der Name zu den beliebtesten Jungennamen Deutschlands. Im Jahr 2021 belegte er Rang 31 in der Hitliste. Der Name kommt in Österreich seit 2004 in den Hitlisten vor. Seit 2010 wird er regelmäßig vergeben, aber nur in einem geringen Volumen. In den letzten 10 Jahren wurde der Name etwa 70 Mal gewählt. Der Name befindet sich in der Schweiz seit Mitte der 1940er Jahre in den Vornamenscharts. Erst seit der Jahrtausendwende wird er jährlich bei der Namenswahl berücksichtigt. Er gilt als mäßig beliebt und wurde in den letzten 10 Jahren etwa 330 Mal vergeben.
Der Name befindet sich in Belgien seit 2002 dauerhaft in den Top-200 und seit 2009 in den Top-100. Die besten Platzierung erzielte er im Jahr 2012 mit Rang 33. In Frankreich taucht der Name seit Ende der 1980er Jahre in den Hitlisten auf, er ist aber nicht sonderlich populär. In England, Schottland und Nordirland wird der Name eher selten gewählt. Die Vergabe ist auch in Liechtenstein und Polen nachgewiesen. Der Name wurde in den USA seit Mitte der 1980er hin und wieder bei der Namenswahl berücksichtigt. In Kanada kommt der Name seit den frühen 1980er Jahren sporadisch in den Hitlisten vor.

## Varianten
- Matts
- Matz
- Maths
- Mads (dänisch)

Weitere Varianten: siehe Matthias

## Namensträger
- Mats Aronsson (* 1951), schwedischer Fußballspieler und -funktionär
- Mats Ericson (* 1964), schwedischer Skirennfahrer
- Mats Gren (* 1963), schwedischer Fußballspieler und -trainer
- Mats Helge (* 1953), Filmregisseur, Filmproduzent und Drehbuchautor
- Mats Hummels (* 1988), deutscher Fußballspieler
- Mats Jingblad (* 1958), schwedischer Fußballspieler und -trainer
- Mats Köhlert (* 1998), deutscher Fußballspieler und Schauspieler
- Mats Malm (* 1964), schwedischer Literaturwissenschaftler, Autor und Übersetzer
- Mats Møller Dæhli (* 1995), norwegischer Fußballspieler
- Mats Näslund (* 1959), schwedischer Eishockeyspieler
- Mats Rits (* 1993), belgischer Fußballspieler
- Mats Rohdin (* 1959), schwedischer Fußballspieler und (später) Filmwissenschaftler
- Mats Rosenbaum (* 2000), deutscher Politiker (SSW)
- Mats Schjetne (* 1991), norwegischer Poolbillardspieler
- Mats Söderlund (* 1967), schwedischer Musiker, siehe Günther (Sänger)
- Mats Sundin (* 1971), schwedischer Eishockeyspieler
- Mats Traat (1936–2022), estnischer Dichter, Schriftsteller und Übersetzer
- Mats Trygg (* 1976), norwegischer Eishockeyspieler
- Mats Wahl (1945–2025), schwedischer Schriftsteller
- Mats Waltin (* 1953), schwedischer Eishockeyspieler, -trainer und -funktionär
- Mats Wikström (* 1964), ehemaliger schwedischer Kinderdarsteller
- Mats Wilander (* 1964), schwedischer Tennisspieler